# Lätt tungvikt
Lätt tungvikt är en viktklass inom flera idrotter, bland annat boxning och MMA. MMA-utövare i lätt tungvikt får väga som mest 93 kilo. För proffsboxare är maxvikten 79,4 kilo. För amatörboxare är gränserna 81 kilo (herrar) och 80 kilo (damer).
Världens kanske mest berömde boxare, Muhammad Ali, vann sitt OS-guld i lätt tungvikt.